# Tania Savitcheva
Tania Savitcheva (25 janvier 1930-1er juillet 1944) est une adolescente soviétique connue pour avoir tenu un journal intime pendant le siège de Léningrad.

## Biographie
Elle est née le 25 janvier 1930 dans un village de l'oblast de Léningrad. Le siège de Léningrad commence le 8 septembre 1941 alors qu'elle a onze ans. Elle écrit sur un carnet la date et l'heure de la mort de ses proches, successivement sa sœur, sa grand-mère, son frère, ses deux oncles et sa mère. Sur la dernière note, elle écrit « tout le monde est mort, il ne reste que Tania ».
Tania est évacuée vers un orphelinat de Krasny Bor avant la fin du siège, mais meurt à l'hôpital le 1er juillet 1944.

## Postérité

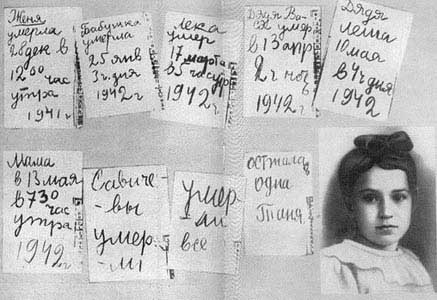
Les notes de Tania Savitcheva au musée.

Le carnet de Tania a été retrouvé par sa grande sœur Nina, qui avait échappé au siège de la ville. Il est exposé au musée d'Histoire de Saint-Pétersbourg.
Un objet mineur du système solaire, (2127) Tania, a été nommé en hommage à Tania Savitcheva.